# Źródlarka karpacka
Źródlarka karpacka (Bythinella austriaca) – gatunek bardzo małego, słodkowodnego ślimaka z podgromady Caenogastropoda, występujący wyłącznie w zbiornikach z zimną, dobrze natlenioną wodą o stałej temperaturze, w centralnej i południowej Europie.

## Cechy morfologiczne
Muszla wałeczkowata do wałeczkowato-jajowatej, ze stępionym, lekko skośnie ściętym szczytem. Skręty w liczbie od 4 do 5, oddzielone głębokim szwem, ostatni skręt lekko (bocznie) przypłaszczony. Muszla mocna, białoszara lub żółtawa, lekko zmętniona lecz przeświecająca, delikatnie kreskowana na powierzchni. Otwór muszli jajowaty, z tępym kątem w górnej części, jego brzeg odstaje od powierzchni poprzedniego skrętu. Krawędź otworu czasami brunatna (muszlę często porastają glony). Wieczko błoniaste, rogowe, o budowie spiralnej. Dołek osiowy otwarty, szczeliniasty. Wysokość muszli: od 2,3 mm do 3,2 mm, szerokość: 1,2–1,8 mm.
Ciało jasnoszare, lekko opalizujące, grzbiet ryjka i nogi lekko pigmentowane. Stopa wcięta z przodu, w tylnej części zaostrzona. Czułki stosunkowo grube i długie, oczy położone na ich nasadzie. Skrzele grzebykowate, w jamie płaszczowej u samców widoczne prącie z wyrostkiem gruczołowym.
Gatunek bardzo zmienny, poszczególne populacje mogą znacznie różnić się cechami fenotypowymi. W populacjach występujących w Polsce wyróżniono następujące formy:
- Bythinella austriaca f. hungarica (Hazay) – muszla cylindryczna, skrętów 5½, ostatni stanowi połowę całkowitej szerokości; występuje w Tatrach;
- Bythinella austriaca f. cylindrica (Frauenfeld) – muszla cylindryczna, krepa, skrętów 4–4½, występuje w Tatrach i na Wyżynie Krakowsko-Wieluńskiej;
- Bythinella austriaca f. ehrmanni (Pax) – relikt glacjalny, muszla bardzo wysmukła, szczyt mocno ukośnie ścięty; występuje w Kotlinie Kłodzkiej.

## Występowanie
Obszar występowania źródlarki karpackiej obejmuje Alpy Wschodnie i Karpaty, znane są jednak też izolowane stanowiska poza głównym zasięgiem. W Polsce występuje na Górnym Śląsku, Wyżynie Krakowsko-Wieluńskiej, Sudetach, Beskidzie Zachodnim, Pieninach, Tatrach i Bieszczadach.

## Biologia i ekologia

### Zajmowane siedliska
Gatunek steno-oligotermiczny, zasiedla głównie źródła, potoki, czasami także jeziora z zimną, dobrze natlenioną wodą o stałej temperaturze na terenach wyżynnych i górskich. Temperatura zasiedlanych zbiorników nie przekracza 10 °C. Wymaga wody lekko alkalicznej (pH 7,2–8), o dużej zawartości wapnia. Zbiorniki te są zwykle płytkie, zarośnięte, z dnem mulistym, mulisto-kamienistym lub kamienistym. Często spotyka się te ślimaki wśród wilgotnych mchów, butwiejących liści i roślinności wodnej na obrzeżu źródeł i potoków, ponad poziomem wody.

### Odżywianie
Zdrapywacze odżywiający się glonami peryfitonowymi i detrytusem.

### Rozmnażanie
Zwierzęta rozdzielnopłciowe, stosunek samców do samic 1:1. Rozród odbywa się wczesną wiosną.